# フォールズ・インクライン鉄道
フォールズ・インクライン鉄道（フォールズインクラインてつどう、英: Falls Incline Railway）は、カナダオンタリオ州ナイアガラ・フォールズ市にあるフニクラー鉄道である。
元々は、ホースシュー・フォールズ・インクライン（英: Horseshoe Falls Incline）として知られている。
当鉄道は、ホースシュー滝にあるナイアガラの滝のそばに位置している。
路線は、ナイアガラ公園委員会のために、1966年にスイス企業のフォン・ロールによって建設された。
当鉄道は、1980年代に現在の名称が採択されている。
当初は、屋根なしの車両で当鉄道が建造されていたが、一年中の運行を行うために密閉された車両とともに、2013年に当鉄道が再建された。
他のナイアガラの滝傾斜鉄道とは異なり、フォールズ・インクラインは、滝の下のナイアガラ峡谷へと降りるためのものとして造られていなかった。
その代わりに当鉄道では、ちょうど滝の上にあるナイアガラ・パークウェイのテーブル・ロック・センターおよびジャーニー・ビハインド・ザ・フォールズから、ミノルタ・タワー、ナイアガラ・フォールズビュー・カジノ・リゾートおよびいくつかのホテルを含む、高い階層のフォールズビュー・ツーリスト・エリアへと結んでいる。

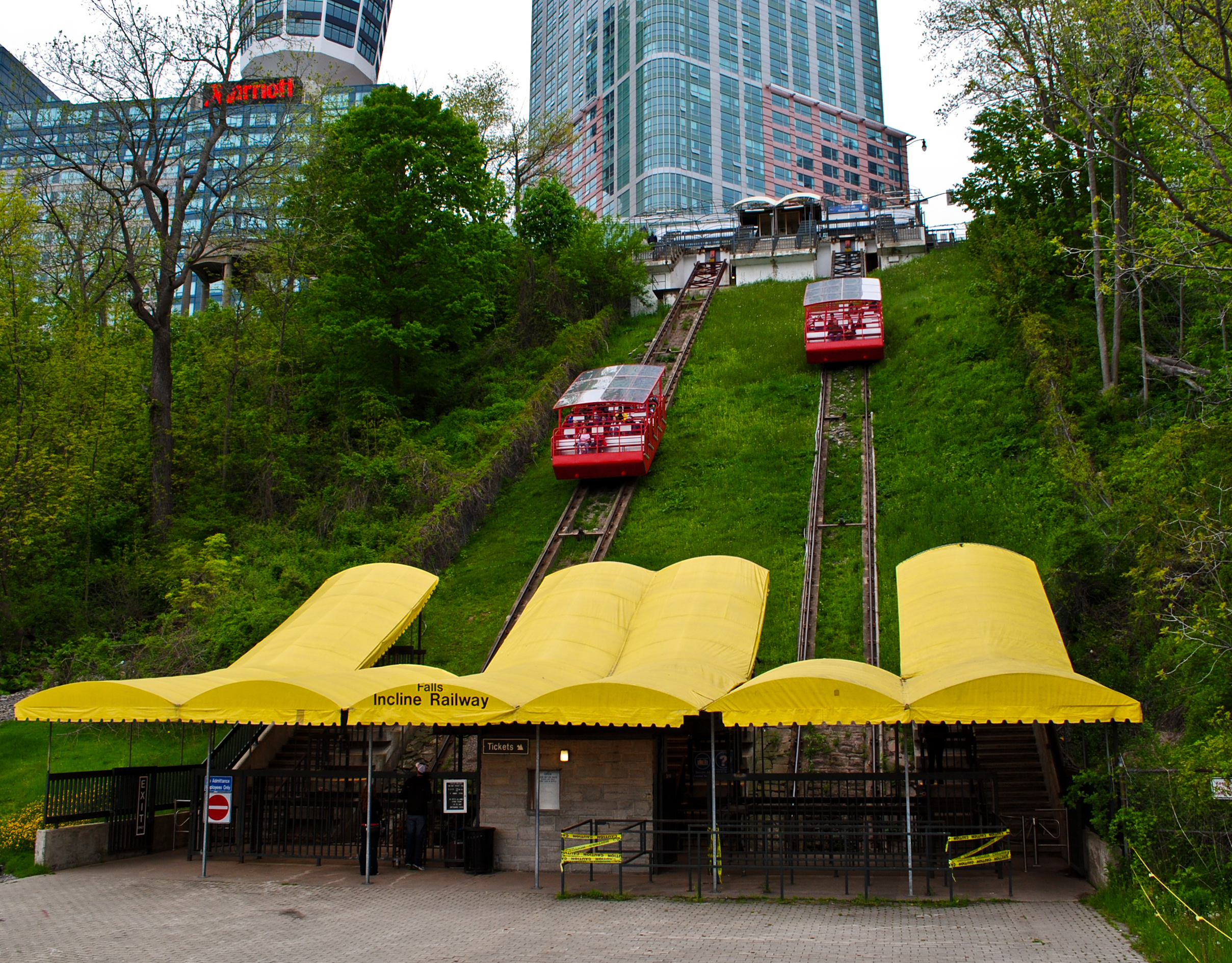
再建される以前の、2010年のフォールズ・インクライン鉄道。

ナイアガラ公園委員会は、当フニクラーが世界で最も遅いものであると主張している。
当フニクラーの技術諸元は、以下の通り。
- 延長： 59.8 m[4]
- 傾斜度：30度
- 車両数：2両
- 定員数： 40名/両
- 配置： 複線
- 最大速度： 1 m/s
- 移動時間： 62秒[5]
- 軌間： 1,850 mm
- 牽引： 電気式